# Gymnanthe
Gymnanthe là một chi rêu trong họ Acrobolbaceae.